# کوره آجرپزی (دزفول)
کورهٔ آجرپزی دزفول مربوط به دورهٔ رضاشاه است و در دزفول، بافت جدید شهر واقع شده و این اثر در تاریخ ۱۲ بهمن ۱۳۸۱ با شمارهٔ ثبت ۷۰۹۹ به‌عنوان یکی از آثار ملی ایران به ثبت رسیده‌است.